# Hippariacris
Hippariacris is een geslacht van rechtvleugeligen uit de familie veldsprinkhanen (Acrididae). De wetenschappelijke naam van dit geslacht is voor het eerst geldig gepubliceerd in 1978 door Carbonell & Descamps.

## Soorten
Het geslacht Hippariacris  is monotypisch en omvat slechts de volgende soort:
- Hippariacris latona (Günther, 1940)